# Scotinella pallida
Scotinella pallida is een spinnensoort uit de familie van de Phrurolithidae.
De wetenschappelijke naam van de soort werd in 1911 gepubliceerd door Nathan Banks.